# Pierre Descaves (homme de radio)
Pour les articles homonymes, voir Pierre Descaves (homme politique) et Descaves.
Pierre Descaves, né le 1er janvier 1896 à Paris XIVe et mort le 23 août 1966 à Paris XVIe, est un écrivain, chroniqueur et producteur de radio français, administrateur général de la Comédie-Française de 1953 à 1959.

## Biographie
Fils de Lucien Descaves (écrivain) et de son épouse née Françoise Embocheur, Pierre Descaves est du 2 août 1914 au 24 septembre 1919, fantassin en campagne contre l'Allemagne en guerre. En service commandé en 1917, il est éventré et évacué à l’hôpital de Chalon-sur-Saône le 21 août, avant d'être blessé une seconde fois et atteint par un obus toxique dans la Marne le 22 octobre de la même année ; il est cette fois intoxiqué par les gaz.
Après la guerre, il est cinq ans en Rhénanie, en tant que délégué de la Haute commission interalliée des territoires rhénans. Promu lieutenant le 17 août 1921, il est fait chevalier dans l'ordre national de la Légion d'honneur le 13 juillet 1923 pour actions de bravoure pendant la Première Guerre mondiale et reçoit également la croix de guerre 14-18 avec palme d'argent (deux blessures et cinq citations).
Pierre Descaves fait son entrée à la Radio en 1924 dans le Journal parlé du poste de la Tour Eiffel. Il fonde en 1926 une chronique de critique radiophonique dans l'hebdomadaire Les Nouvelles littéraires. Son premier article sur la Radio parait le 23 mars 1927 dans le Petit Journal, dans le but de soutenir la Société des Nations qui désire s'équiper d'un poste radiophonique. Il est chef du service de politique extérieure du Journal parlé jusqu'en 1928.
En 1937, il est rédacteur en chef de Radio Magazine. Il est promu officier de la Légion d'honneur le 24 décembre 1938.
Mobilisé en tant que capitaine d'infanterie le 30 septembre 1939, il s'engage dans les rangs du réseau F.A. (désignation Dic) le 12 septembre 1942. Du 25 août 1944 au 25 avril 1945, Pierre Descaves est lieutenant-colonel dans les services de renseignements des Forces françaises de l'intérieur (Direction générale des Études et Recherches) et cité le 25 janvier 1945. Au cours des deux guerres, il est en tout cité six fois à l'ordre de l'armée.
Il est vice-président de la Société des gens de lettres en 1947. Par décret du 27 août 1948, il obtient la médaille d'argent de la Reconnaissance française pour services rendus dans la Résistance. Il succède à Fernand Gregh et devient président de la Société des gens de lettres le 27 mars 1950. Il est également membre du Comité de lecture des Lettres et dramatiques de la Radio. Le 31 juillet 1950, il est fait commandeur dans l'ordre national de la Légion d'honneur et reçoit ses insignes de Roland Dorgelès, de l'Académie Goncourt.
Pierre Descaves est nommé administrateur général de la Comédie-Française le 5 avril 1953 et conserve cette charge jusqu'au 5 avril 1959. D'octobre 1959 à 1964, il est président du Conseil supérieur de la Radiodiffusion-télévision française (à la suite d'Henry Torrès) puis président du Comité des programmes de la R.T.F. du 4 février 1965 jusqu'à son décès en août 1966 à Paris. Il est inhumé au cimetière de Cachan avec son épouse Renée décédée en 1972.
Outre ses nombreux romans, pièces, émissions de radio, essais ou biographies, Pierre Descaves est aussi connu pour être mémorialiste de l'Académie Goncourt et historien d'Honoré de Balzac.

## Activités annexes
- Conseiller littéraire des éditions Calmann-Lévy.
- Président honoraire de l'Association des écrivains combattants.
- Président d'honneur du Syndicat des écrivains français.
- Président de la Critique radiophonique française.
- Membre du jury du Prix Renaudot.
- Membre de la Commission de la propriété intellectuelle.
- Membre de la Commission nationale pour la célébration du centenaire de la mort de Balzac.
- Membre du Comité de lecture des lettres et dramatiques de la Radio.

## Diplôme
- Licence de Droit et Lettres (1914).

## Décorations
- Croix de guerre 1914–1918, palme d'argent, 5 citations (1923)
- Commandeur de la Légion d'honneur (décret du 31 juillet 1950) ; officier (1938) ; chevalier (1923)
- Commandeur de l'ordre des Arts et des Lettres (nommé directement commandeur par arrêté du 24 septembre 1957)
- Médaille de la Reconnaissance française, argent, avec citation (décret du 27 août 1948)

## Publications
(non exhaustif)
Livres
- 1929 : L'enfant de liaison (roman) éditions Flammarion.
- 1930 : Avec Étienne Gril, Le placard à la neige (roman) éditions Fayard.
- 1931 : Avec Étienne Gril, Hans le Fossoyeur (roman) Les éditions de France.
- 1935 : Hitler, éditions Denoël et Steele.
- 1938 : Le placard à la neige, éditions Les œuvres libres.
- 1946 : Les hommes éparpillés (roman) éditions Lugdunum.
- 1947 : L'Homme qui n'est pas né (roman) éditions Wallon.
- 1947 : La Grande aventure de Reginald Thomsom (présenté par) éditions Renaissance et culture.
- 1944 : Mes Goncourt (mémoire) éditions Robert Laffont.
- 1949 : Visites à mes fantômes (mémoire) éditions Denoël.
- 1950 : Les cent-jours de M. de Balzac, éditions Calmann-Lévy.
- 1950 : Le trésor des hommes (roman) Éditions Universelles.
- 1951 : Gaby Morlay, éditions Calmann-Lévy.
- 1951 : Le président Balzac, éditions Laffont.
- 1954 : Molière en U. R. S. S., éditions Amiot-Dumont, coll. « Toute la ville en parle ».
- 1957 : Dix années de collaboration Comédie-Française-Théâtre royal du Parc, éditions Atelier Pierre Blanc.
- 1958 : Georges Courteline, éditions Europe.
- 1958 : Monsieur Molière, illustrations Tjienke Dagnelie, éditions Brepols et Garnier Frères, coll. « Junior Club », no 4
- 1960 : Mémoires de ma mémoire, éditions Wesmaël-Charlier.
- 1960 : Balzac, dramatiste, éditions de la Table Ronde.
- 1961 : Monsieur Thiers, éditions de la Table Ronde.
- 1962 : Les plus belles lettres de Théophile Gauthier (présenté par).
- 1963 : Quand la radio s'appelait "Tour Eiffel", éditions de la Table Ronde.
- 1963 : Le Théâtre, éditions Hachette.
- 1965 : Avec Albert Victor Jean Martin, Un Siècle de radio et de télévision, O.R.T.F.

Théâtre
- 1935 : Demandez le causeur (comédie en un acte) L'Est dramatique.
- 1937 : Avec Étienne Grill, Le Bar des ombres: Les Filles-couleurs (pièce en 1 acte) éditions théâtrales.
- 1955 : Deux heures à vivre (pièce en 3 actes) France-illustration, le Monde illustré.
- 1956 : Les Serments indiscrets (comédie en 5 actes) en prose de Marivaux, l'Avant-Scène.

Radio
- 1938 : La Cité des Voix (pièce radiophonique), Paris PTT et le Poste colonial, 11 mars.
- 1939 : Les Disciples (pièce radiophonique).
- 1940 : Le manège retrouvé (jeu radiophonique).
- Années 1940 à 1950 : L’Heure de la Culture française.
- 1948 : La Femme transparente (pièce radiophonique), éditions Seghers.
- 1953 : Ligne n°9, éditions Le Tertre.